# ときめきももいろハイスクール
『ときめきももいろハイスクール』は笹野ちはるの4コマ漫画作品。竹書房の雑誌『まんがライフ』（月刊）で2002年5月号から2006年11月号まで、また同社の『まんがライフMOMO』（月刊）でも創刊号（2003年8月号）から2006年9月号まで連載された。

## 概要
神奈川県立東西高校（架空）に通う4人の仲良し女子高生コンビと2人の男子学生を中心とした学園もの。
1. 題名の意味
  - 由来については資料なし。
  - コミックを紐解いた結果、ハイスクール（高校）で繰り広げられる、仲良し女子4人組のときめきスクールライフ（学生生活）を描いたものだと分かる。
  - ももいろについては、読者に誤解を招きやすい語ではあるが、成人向け漫画作品ではない。さわやかな、年齢を問わず読むことのできる内容となっている。

## メインキャラクター
市原 琴音（いちはら ことね）
2年3組。
遅刻・赤点・補習の常連だが、なぜか無断欠席（サボリ）はみられない。
甘いものをはじめ食べることが大好きで、体の肉と体重を常に気にしている。
青山 薫（あおやま かおる）
2年3組。琴音とは中学の同級生。
クールで成績優秀。しかし自他ともに認める運痴（運動音痴の略）。
全校生徒のクラスや氏名を暗記していたり、教師の弱みをつかんでいたりと、その情報網は計り知れない。
超進学高校への入学を期待されていたが、試験当日に風邪を引いてしまったため、やむなく琴音と同じ高校に通う。
上原 千歳（うえはら ちとせ）
2年3組。琴音に初対面で胸を揉まれる。
学校一とも噂される巨乳を持つ、天然色ガール。
胸もさることながらスタイルもよく、校内の男子学生からの人気もあるようだ。
入学してすぐダーリンと熱々になり、ラブラブ生活を送っている。
榎本 史織（えのもと しおり）
2年3組学級委員長。琴音に初対面で委員長に抜擢される。
お下げの髪型にメガネ、そして同級生に対しても敬語で話しかける丁寧な口調が特徴。
まじめで努力家で、曲がったことが嫌いな性格。
筋肉マニアらしく、筋肉の名称に詳しい。
杉浦 直人（すぎうら なおと）
2年3組。
赤点・補習の常連として、琴音と一緒にいることが多い。
互いに意識はしていないようだが、どこか琴音を気にかけている節がある。
ダーリン（通称）
2年5組。本名不詳。
学校内でも有名なラブラブぶりを発揮する、千歳の彼氏。
純粋に千歳のことを想っているようだが、千歳の胸に愛情が集中しているような節がある。
小山内 ちか（おさない ちか）
2年5組。杉浦に片思い。
橘 楓（たちばな かえで）
2年5組。ちかの親友。特技は占い。
川上先生
2年3組担任。世界史担当。

## 書誌情報
単行本 全3巻- 竹書房より「バンブーコミックス」として刊行されている。
1. 第1巻（2004年6月27日初版発行） ISBN 4-8124-5962-1
2. 第2巻（2005年12月17日初版発行） ISBN 4-8124-6415-3
3. 第3巻（2006年10月27日初版発行） ISBN 4-8124-6522-2